# John Campbell, 4:e earl av Loudoun

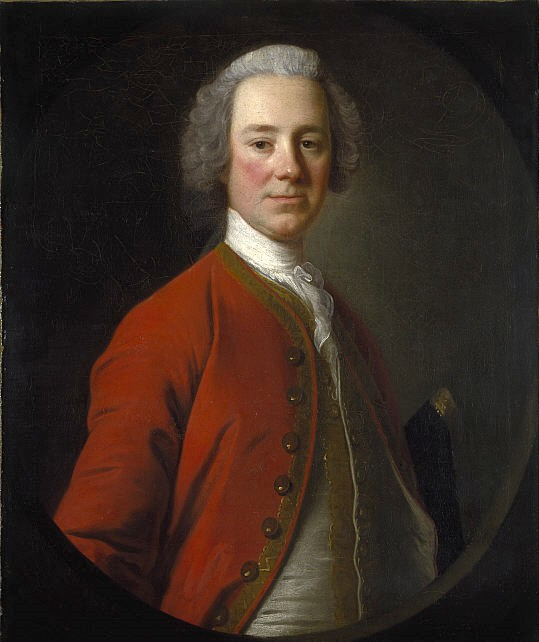
Lord Loudoun 1750.

John Campbell, 4:e earl av Loudoun, född 5 maj 1705 på Loudoun Castle, Ayrshire, död där 27 april 1782, var en brittisk officer, militärbefälhavare i Nordamerika 1756-1757. Han tillträdde sin titel 1731.

## Skottland
Campbell blev officer i den brittiska armén 1727 och ståthållare på Stirling Castle 1741. Som tillhörig ätten Campbell var det självklart att han stödde huset Hannover och han blev 1743 adjutant till Georg II av Storbritannien. Under jakobitupproret 1745 organiserade han ett höglandsregemente, 64th Highlanders för att bekämpa de upproriska.

## Nordamerika
Loudoun utnämndes 1756 till guvernör över kolonin Virginia. Som de flesta andra kungliga guvernörer över denna koloni utövade han aldrig ämbetet i praktiken utan överlät det på en viceguvernör, Robert Dinwiddie. När William Shirley senare under 1756 tvingades avgå som militärbefälhavare i Nordamerika blev Loudoun hans efterträdare. Braddock hade stupat vid Monongahela och Shirley hade förlorat Oswego till fransmännen. För att vända den brittiska krigslyckan planerade Loudoun ett storskaligt anfall mot Louisbourg, men hela operationen rann ut i sanden varför en missnöjd Londonregering återkallade Loudoun redan i början av 1757. Till hans efterträdare utsågs James Abercromby.

## Portugal
Loudoun gjorde en sista militär insats som ställföreträdande chef för den brittiska expeditionskåren till Portugal 1762. Därefter levde han ett tillbakadraget liv på sitt slott Loudoun Castle där han dog ogift och barnlös 1782.